# Stefan Rochow
Pour les articles homonymes, voir Rochow.
 (septembre 2018).
Stefan Rochow, né en 1976 à Greifswald (Allemagne de l'Est) est une personnalité politique allemande. Il est, de 2002 à 2007, député au Bundestag des Jeunes nationaux-démocrates (Jungen Nationaldemokraten, JN), l'organisation de jeunesse du Parti national-démocrate d'Allemagne (National Demokratische Partei Deutschland, NPD). Il est également membre du Bureau de ce dernier parti.

## Greifswald et Gießen
Stefan Rochow commence ses activités politiques au sein de l'extrême-droite alors qu'il est étudiant en pédagogie à Greifswald. Il est membre de la Fraternité Rugia, dont il est finalement exclu. Il collabore avec l'Association nationale de la jeunesse de Prusse orientale (Jungen Landsmannschaft Ostpreußen, JLO) et la Fédération universitaire national-démocrate (Nationaldemokratischen Hochschulbund, NHB). De 1997 à 2001, il est vice-président national de la JLO. Son frère Mathias est également actif à l'extrême-droite, comme membre de la Fraternité pénale Theodor Fontane, comme permanent du NPD et comme membre du Bureau national du NHB.
Lorsque Jürgen Gansel quitte la JN de Hesse, à la suite de son embauche à Deutschen Stimme, à Riesa, Stefan Rochow se rend à Giessen. Peu de temps après, le 19 janvier 2001, il est élu, à Ehringshausen, président des Jeunes nationaux-démocrates pour le land de Hesse, en remplacement de Gansel. Comme ce dernier, il adhère à la Fraternité Dresdensia-Rugia à Gießen, dont il est exclu en 2005.
En 2002, Stefan Rochow participe à l'organisation de la tournée électorale du NPD pour les élections du land de Hesse. En novembre 2002, lors du congrès national des JN, à Kirchhain, en Hesse, il est élu président des Jeunes nationaux-démocrates. Il s'engage également dans d'autres associations d'extrême-droite. C'est ainsi que le site Internet de l'Association nationale des Allemands des Sudètes de Hesse le présente comme représentant du Witikobund au Bureau de l'Association.
Le 14 janvier 2006, il participe à la fondation de la JN en Thuringe.

## Assistant parlementaire du groupe NPD au Landtag saxon et porte-parole au Landtag de Schwerin
De 2004 à 2006, Rochow travaille comme assistant parlementaire du groupe NPD au Landtag saxon. Il se consacre principalement à l'action auprès de la jeunesse. Il s'engage dans le projet de CD scolaire du NPD, qui aboutit à la distribution gratuite, dans les cours d'écoles, de 25 000 CD d'enregistrements de musiques d'extrême-droite.
En décembre 2006, il déménage à Schwerin où il devient le porte-parole du groupe NPD dans le Mecklembourg-Poméranie occidentale. En mars 2008, il est remplacé à ce poste par Andreas Mohlau.

## Réunions et manifestations d'extrême-droite
Stefan Rochow participe, dans tout le pays, à des marches et des rassemblements d'extrême-droite, comme, par exemple, à une manifestation du NPD, le 9 novembre 2002, à Weimar, ou la célébration de l'anniversaire de la fondation de l'Empire allemand par l'Association nationale de la jeunesse de Prusse orientale et la Fraternité Rugia, le 18 janvier 2003, à Greifswald, le 8 novembre 2003, à Dresde et le 7 février 2004, à Verden. Le 29 mars 2003, il est présent à une manifestation nationale de la Résistance nationale, à Hanau, organisée par la Libre camaraderie néo-nazie. Il prend la parole à ce rassemblement, dont le mot d'ordre est "Stop à la tyrannie des États-Unis". Lors de la parade interdite de la JN, le 8 mai 2005, il prononce un discours, au cours duquel il affirme qu'il y aurait eu, en "1941, des plans de destruction du peuple allemand" et qualifie la "période après le 8 mai 1945 [comme] la période la plus sombre" de l'histoire allemande.

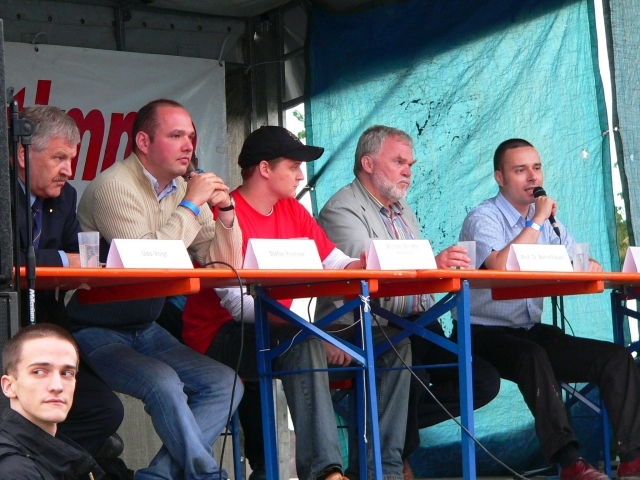
Stefan Rochow, à droite avec le micro, à Dresde-Pappritz, le 5 août 2006, lors de la "Fête de la presse" de Deutschen Stimme. À ses côtés, Udo Voigt et Bernd Rabehl.

En avril 2008, il démissionne du NPD.